# San Giovanni (metropolitana di Roma)
San Giovanni è una stazione delle linee A e C della metropolitana di Roma.

## Storia
La stazione fu costruita come parte della prima tratta, da Anagnina a Ottaviano, della linea A ed è entrata in servizio il 16 febbraio 1980.
Dal 7 luglio 2007 furono chiusi gli ingressi in largo Brindisi e via Taranto per consentire la demolizione del sottopassaggio preesistente e la costruzione dell'atrio della nuova stazione della linea C. I lavori per la realizzazione di quest'ultima hanno subito notevoli ritardi dovuti principalmente alla prescrizione della Soprintendenza di adottare un andamento altimetrico diverso rispetto a quello individuato in sede di progetto definitivo, per evitare la distruzione dello strato archeologico presente a monte e a valle della nuova stazione. Questo ha comportato la realizzazione di una stazione più profonda di quella prevista, per far sì che il tracciato della metro C incrociasse quello della linea A al di sotto di quest'ultima anziché sopra, come previsto inizialmente. Ciò richiese l'uso di tecniche complesse come il congelamento del terreno mediante azoto liquido.
Dal 31 gennaio 2011 fino al dicembre dello stesso anno, quattro mesi prima del previsto, il servizio sull'intera linea A terminava alle ore 21 per rendere possibili i lavori del sottoattraversamento della stazione esistente.
In seguito al rinvenimento del più grande bacino idrico di età imperiale e di reperti archeologici di particolare importanza, fra i quali vanghe, tubazioni per l'irrigazione dei campi e noccioli di pesche, il direttore della Soprintendenza Francesco Prosperetti richiese una variante di progetto per includere un allestimento espositivo all'interno dei locali della stazione causando, tuttavia, ulteriori ritardi al completamento della stazione.
L'apertura della nuova stazione di San Giovanni della linea C è avvenuta il 12 maggio 2018, con 7 anni di ritardo rispetto alla data inizialmente stabilita, diventando la prima stazione archeologica della metropolitana. Dopo l'inaugurazione, San Giovanni è diventato il capolinea provvisorio in attesa dell'attivazione della tratta successiva tra San Giovanni e Colosseo.

## Interscambi
- Fermata tram (Porta S. Giovanni/Carlo Felice, linea 3)
- Fermata autobus ATAC

## Servizi
La stazione dispone di:
- Biglietteria automatica

## Galleria d'immagini

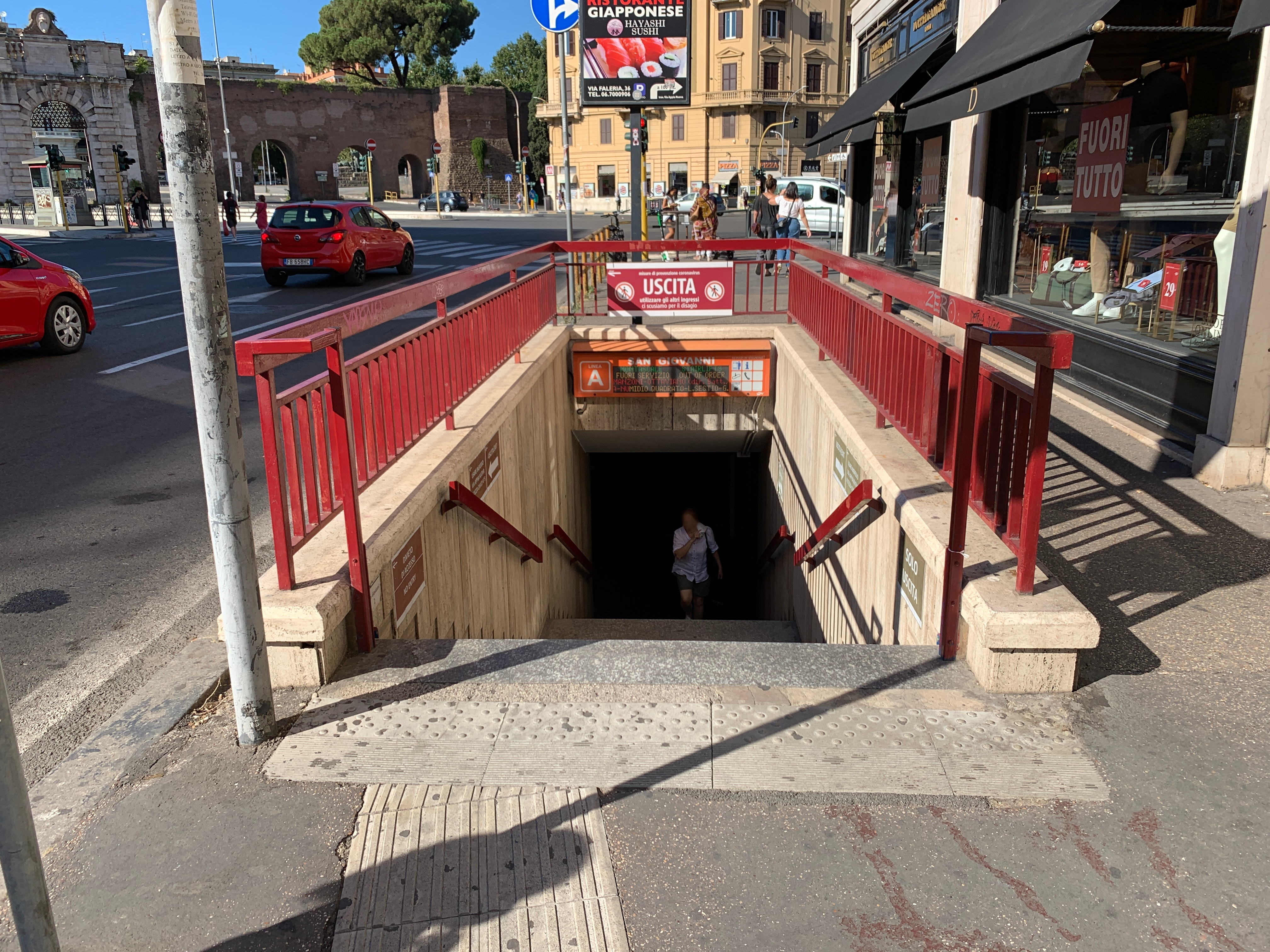
L'ingresso da piazzale Appio con la porta sul retro
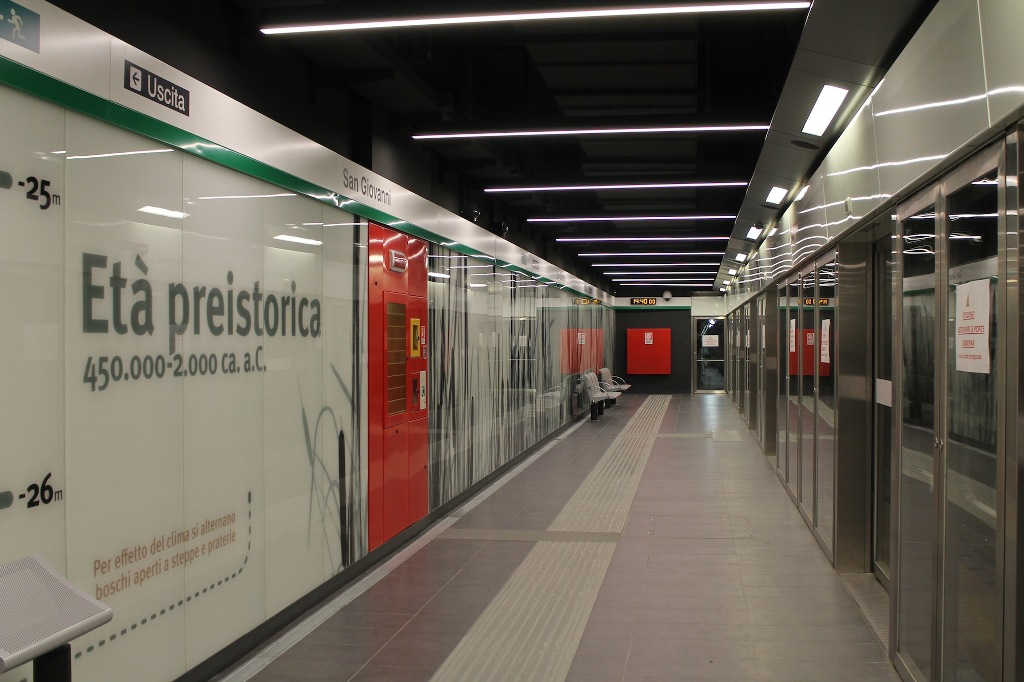
Il piano banchine della stazione C
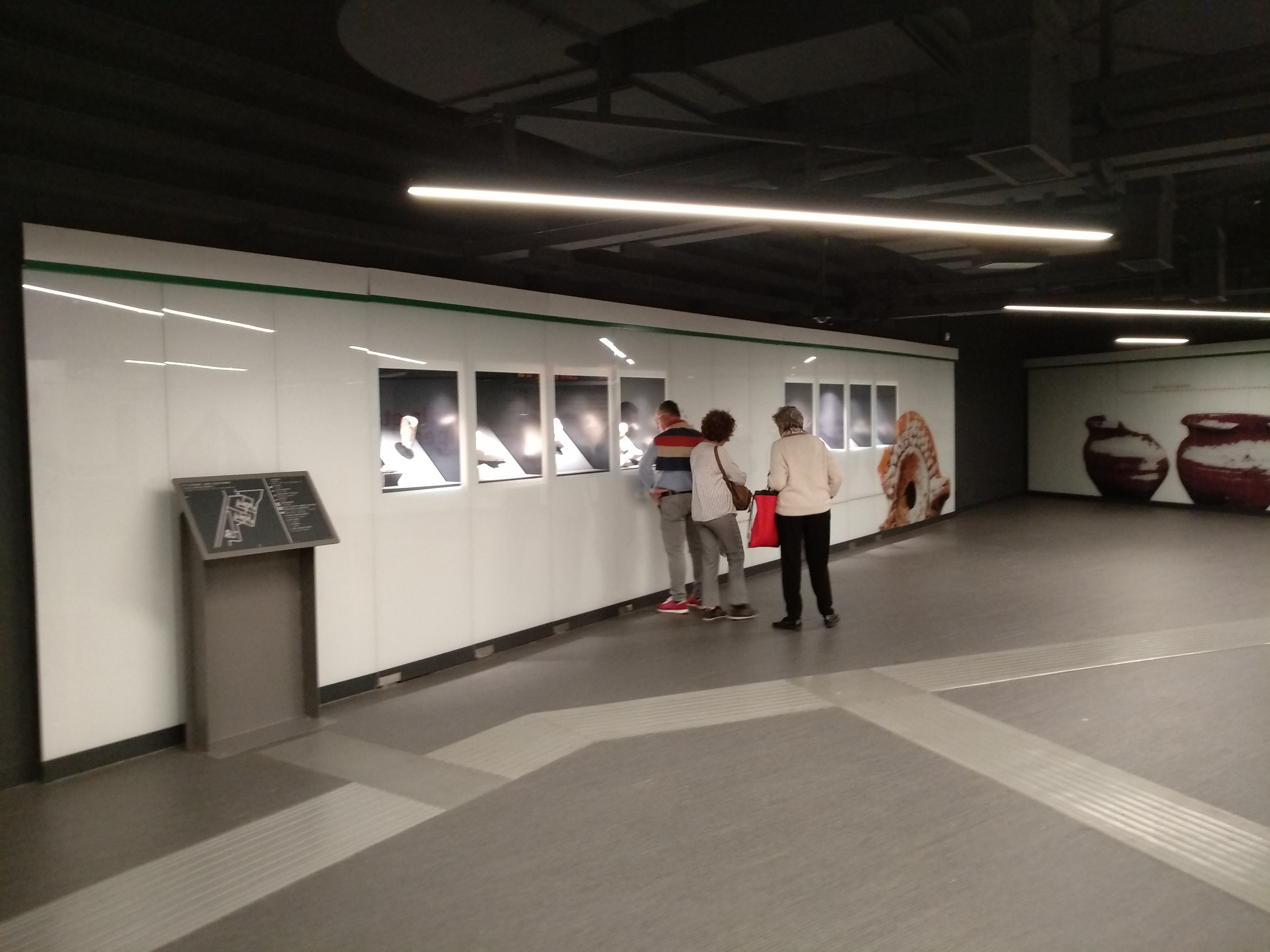
Parte del museo della stazione